# Жалагаш (Кегенський район)
Жалага́ш (каз. Жалағаш) — село у складі Кегенського району Алматинської області Казахстану. Адміністративний центр Жалагаського сільського округу.
Населення — 2978 осіб (2021; 3691 у 2009, 4076 у 1999, 5255 у 1989).
До 2024 року село називалось Жаланаш.